# Brentwood (Nova York)
Brentwood és una concentració de població designada pel cens dels Estats Units a l'estat de Nova York. Segons el cens del 2000 tenia 53.917 habitants.

## Demografia
Segons el cens del 2000, Brentwood tenia 53.917 habitants, 12.580 habitatges, i 10.894 famílies. La densitat de població era de 2.069,3 habitants/km².
Dels 12.580 habitatges en un 46,6% hi vivien nens de menys de 18 anys, en un 61,2% hi vivien parelles casades, en un 17,4% dones solteres, i en un 13,4% no eren unitats familiars. En el 9,5% dels habitatges hi vivien persones soles el 4,4% de les quals corresponia a persones de 65 anys o més que vivien soles. El nombre mitjà de persones vivint en cada habitatge era de 4,23 i el nombre mitjà de persones que vivien en cada família era de 4,19.
Per edats la població es repartia de la següent manera: un 29,9% tenia menys de 18 anys, un 10,6% entre 18 i 24, un 32,8% entre 25 i 44, un 18,5% de 45 a 60 i un 8,2% 65 anys o més.
L'edat mediana era de 31 anys. Per cada 100 dones de 18 o més anys hi havia 97,5 homes.
La renda mediana per habitatge era de 59.208 $ i la renda mediana per família de 57.047 $. Els homes tenien una renda mediana de 31.022 $ mentre que les dones 25.946 $. La renda per capita de la població era de 15.833 $. Entorn del 7,5% de les famílies i l'11,3% de la població estaven per davall del llindar de pobresa.